# 강화 보문사 맷돌
강화 보문사 맷돌(江華 普門寺 맷돌)은 인천광역시 강화군 삼산면 매음리, 보문사 삼성각으로 오르는 계단 옆 화단에 있는 조선시대의 맷돌이다. 1995년 3월 1일 인천광역시의 민속문화재 제1호로 지정되었다.

## 개요
보문사 삼성각으로 오르는 계단 옆 화단에 있는 맷돌이다. 맷돌은 곡물을 가는데 쓰이는 용구로 위·아래 두 짝으로 구성되어 있다.
지름 69cm, 두께 20cm의 화강암으로 되어있으며, 부드러운 곡선으로 잘 다듬어 놓았다. 현존하는 대부분의 맷돌은 웃돌만 있으나, 이 맷돌은 웃돌과 아랫돌이 모두 남아 있다.
정확한 제작년도는 알 수 없으나 전체적인 양식으로 보아 조선시대 후기에 만든 것으로 보이며, 보통의 맷돌보다 2배 정도 규모가 크다.

## 참고 자료
- 보문사맷돌 - 국가유산청 국가유산포털